# Sanremo 2001 (compilation)
Sanremo 2001 è una compilation pubblicata nel marzo 2001 dall'etichetta discografica Universal.

## Il disco
Contiene 17 brani partecipanti al Festival di Sanremo 2001. Nel dettaglio, 5 brani erano stati in gara nella sezione "Campioni", altri 6 avevano preso parte alla sezione "Giovani", mentre i rimanenti 6, interpretati da artisti non italiani, non avevano partecipato alla gara.
Nella copertina è riportata l'immagine di una chitarra che emerge dall'acqua marina e sono citati tutti i 17 artisti.
Non è presente nella compilation il brano Il profumo del mare di Gianni Bella.

## Tracce
1. Alex Britti - Sono contento
2. Fabio Concato - Ciao Ninin
3. Elisa - Luce (tramonti a nord est)
4. Sonique - Sky
5. Carlotta - Promessa
6. Jenny B - Anche tu
7. Kelly Joyce - Vivre la vie
8. Velvet - Nascosto dietro un vetro
9. Francesco Renga - Raccontami...
10. Shivaree - Goodnight Moon
11. Roberto Angelini - Il sig. Domani
12. Ronan Keating - The Way You Make Me Feel
13. Quintorigo - Bentivoglio Angelina
14. Francesco Boccia e Giada Caliendo - Turuturu
15. Gazosa - Stai con me (Forever)
16. Moby - Porcelain
17. Placebo - Slave to the Wage